# Никити
Никѝти (на гръцки: Νικήτη) е град в Северна Гърция, разположено на полуостров Ситония. Никити е център на община Ситония в регион Централна Македония и според преброяването от 2001 година има 2769 жители.

## География
Никити се намира на 98 километра от Солун, разположено е на южния бряг на полуостров Халкидика, между полуостровите Касандра и Ситония. Градчето има запазена стара градска част която, както и на много други крайбрежни селища по тези места, е разположена не на самия морски бряг, а навътре в сушата, закътана между два хълма, на единия от които е разположена църквата. Новата част на града вече се намира на самия морски бряг, където са разположени рибарското и новоизграждащото се яхтено пристанище.

## История
Никити възниква в XIV век на мястото на манастирски метох. Според местни предания първите жители идват от крайбрежните селища на юг. В местността Никитас край Елия има руини на византийска църква и остатъци от село. На 2 km южно е разположена раннохристиянската базилика „Свети Георги“ и Софрониевата базилика. На няколко километра източно са развалините на Псалидската кула.
В XVI век е построена църквата „Успение Богородично“, която служи като главен храм на селото до построяването на „Свети Никита“ в 1867 година. В северната част на селото в 1861 година е построен храмът „Преображение Господне“.
В ΧΙΧ век Никити е гръцко село в Касандренска кааза на Османската империя. Александър Синве (Les Grecs de l’Empire Ottoman. Etude Statistique et Ethnographique) в 1878 година пише, че в Никитис (Nikitis), Касандрийска епархия, живеят 800 гърци. Към 1900 година според статистиката на Васил Кънчов („Македония. Етнография и статистика“) в Никит живеят 800 жители гърци християни. По данни на секретаря на Българската екзархия Димитър Мишев (La Macédoine et sa Population Chrétienne) в 1905 година в Никит (Noïkit) има 900 гърци.
В 1912 година, по време на Балканската война, в Никити влизат гръцки части и след Междусъюзническата война в 1913 година остава в Гърция.

## Личности
Родени в Никити
- Йоаким Папангелос (р. 1945), гръцки археолог

## Галерия
- Къщи в Никити
- Къщи в Никити
- Пристанището нощем